# جامعة وسط أوكلاهوما
جامعة وسط أوكلاهوما (بالإنجليزية: UCO أو Central State)‏ هي جامعة عامة في إدموند، أوكلاهوما. إنها ثالث أكبر جامعة في أوكلاهوما، حيث تضم أكثر من 17000 طالب وحوالي 434 عضو هيئة تدريس بدوام كامل و 400 عضو هيئة تدريس مساعد. تأسست في عام 1890،  كانت جامعة وسط أوكلاهوما واحدة من أولى مؤسسات التعليم العالي التي تم إنشاؤها في ما سيصبح ولاية أوكلاهوما، مما يجعلها واحدة من أقدم الجامعات في المنطقة الجنوبية الغربية من الولايات المتحدة. فهي موطن للفرع الأمريكي للأكاديمية البريطانية للموسيقى المعاصرة في وسط مدينة أوكلاهوما.

## تاريخ
تأسست جامعة وسط أوكلاهوما في 24 ديسمبر 1890، عندما صوتت الهيئة التشريعية الإقليمية لإنشاء المدرسة الإقليمية العادية،  مما جعل جامعة وسط أوكلاهوما ثاني أقدم مؤسسة عامة في أوكلاهوما. في البداية كانت جامعة أوكلاهوما تأسست في 19 ديسمبر 1890. عقدت الفصول لأول مرة في نوفمبر 1891. على سبيل المقارنة، عقدت كلية أوكلاهوما إيه آند إم (الآن جامعة ولاية أوكلاهوما) فصولها الدراسية الأولى في ديسمبر 1891 وبدأت جامعة أوكلاهوما فصولها الدراسية الأولى في خريف 1892.  
حددت الهيئة التشريعية الإقليمية المدرسة الجديدة في إدموند، بشرط استيفاء شروط معينة. أولاً، اضطرت مقاطعة أوكلاهوما للتبرع بمبلغ 5000 دولار في السندات، وكان على إدموند التبرع بـ 40 أكر (160,000 م2) من الأرض في نطاق ميل واحد (1.6 كم) من المدينة؛ تم التبرع بالأرض في النهاية من قبل أنطون كلاسين. كان لا بد من تخصيص عشرة من تلك الأفدنة للمدرسة الجديدة. كان لابد من تقسيم الأرض المتبقية إلى قطع سيتم بيعها لجمع الأموال للمدرسة الجديدة. في 1 أكتوبر 1891، تم انتخاب ريتشارد تاتشر الرئيس الأول للمدرسة الإقليمية العادية في أوكلاهوما.
تم استيفاء جميع الشروط، حيث تبرعت مدينة إدموند بمبلغ إضافي قدره 2000 دولار في شكل سندات. التقى الصف الأول، وهو مجموعة من 23 طالبًا، لأول مرة في 1 نوفمبر 1891، في غرفة الدوري إبوورث، الواقعة في الكنيسة الميثودية الأولى غير المفروشة. تم وضع علامة من جرانيت أوكلاهوما في عام 1915 بالقرب من الموقع الأصلي من قبل الجمعية التاريخية لمدرسة أوكلاهوما العادية المركزية. يمكن رؤيتها في بوليفارد والشارع الثاني.
كان أولد نورث هو أول مبنى تم تشييده في صيف عام 1892 في حرم ما كان يُعرف آنذاك بالمدرسة الإقليمية العادية. كان أيضًا أول مبنى تم تشييده في إقليم أوكلاهوما لغرض التعليم العالي. بدأ الإشغال في 3 يناير 1893. عملت المدرسة في البداية كمدرسة عادية مع عامين من العمل الجامعي ومدرسة إعدادية كاملة. في عام 1897، حصل أول دفعة تخرج - رجلين وثلاث نساء - على دبلومات المدرسة العادية.
في عام 1904، أصبح المعدل الإقليمي مدرسة حكومية مركزية عادية. كانت الدولة لا تزال على بعد ثلاث سنوات. في 29 ديسمبر 1919، أصدر مجلس التعليم بالولاية قرارًا يجعل من سنترال كلية مدتها أربع سنوات تمنح درجات البكالوريوس. من عام 1901 حتى عام 1961، كانت سنترال تضم مدرسة معملية حيث تم تعليم تلاميذ المدارس الابتدائية المحلية من قبل أعضاء هيئة التدريس في سنترال وخريجي التدريس الذين سيصبحون قريبًا.
| تاريخ اسم الجامعة |                                        |
| سنوات             | اسم                                    |
| 1890–1903         | المدرسة الإقليمية العادية في أوكلاهوما |
| 1904-1918         | مدرسة الدولة المركزية العادية          |
| 1919-1938         | كلية المعلمين المركزية الحكومية        |
| 1939-1970         | كلية الدولة المركزية                   |
| 1971-1991         | جامعة الولاية المركزية                 |
| 1991 حتى الآن     | جامعة وسط أوكلاهوما                    |

بعد ذلك بعامين، كان دفعة عام 1921 تضم تسعة أعضاء، وهم أول خريجين يحصلون على درجات لمدة أربع سنوات. بعد عقدين من الزمان، في عام 1939، أذن المجلس التشريعي لأوكلاهوما للمؤسسة بمنح كل من بكالوريوس الآداب وبكالوريوس العلوم. مع العروض الموسعة جاء اسم جديد، كلية الدولة المركزية.
وفقًا لموسوعة أوكلاهوما للتاريخ والثقافة، تأثرت المدرسة بشكل روتيني بسياسات الدولة. تم تغيير الرؤساء وأعضاء هيئة التدريس في بعض الأحيان مع التغييرات في حكام الولايات. في عام 1950، حظر الرئيس ماكس دبليو تشامبرز استدراج التبرعات لحملة من أعضاء هيئة التدريس. أدى ذلك إلى مزيد من الاستقرار في إدارة المدرسة. 
في 11 مارس 1941، أصبحت الدولة المركزية جزءًا من نظام الدولة المنسق للتعليم ما بعد الثانوي الذي يشرف عليه حكام أوكلاهوما للتعليم العالي، وانضمت إلى المؤسسات ذات المهام المماثلة كمؤسسة إقليمية.
في عام 1954، منح حكام ولاية أوكلاهوما للتعليم العالي الإذن المركزي لتقديم درجة الماجستير في التدريس، والتي أصبحت ماجستير في التربية في عام 1969. في عام 1971، تم التصريح للكلية بمنح درجة الماجستير في الآداب في اللغة الإنجليزية ودرجة الماجستير في إدارة الأعمال.
في 13 أبريل 1971، غير المجلس التشريعي للولاية رسميًا اسم المؤسسة إلى جامعة سنترال ستيت. تم وضع البرج الشمالي القديم في السجل الوطني للأماكن التاريخية في عام 1971. في 18 مايو 1990، خلال الذكرى المئوية للجامعة، تم تمرير تشريع يغير الاسم إلى جامعة وسط أوكلاهوما، على الرغم من أن العديد من الطلاب ما زالوا يشيرون إلى الجامعة على أنها «مركزية»، والعديد من الخريجين باسم «الدولة المركزية».

### الرؤساء
منذ عام 1891، كان لجامعة وسط أوكلاهوما 20 رئيسًا ورئيسان بالنيابة.
- ريتشارد تاتشر (1891-1893)
- جورج وينانس (1893-1894)
- إ. ر. ويليامز (1894-1895)
- إدموند د. موردو (1895-1901)
- فريدريك أومهولتز (1901-1906)
- توماس جزار (1906-1908)
- جيمس أ. ماكلولين (1908-1911)
- تشارلز إيفانز (1911-1916)
- غرانت ب. غرومبيني (1916-1917)
- جيمس غريفز (1917-1919)
- جون ميشيل (1919-1931)
- مالكوم أ. بيسون (1931-1935)
- كليف ر. أوتو، بالنيابة (1935)
- جون موسلي (1935-1939)
- روسكو ر. روبنسون (1939-1948)
- جورج ب. هاكابي، بالنيابة (1948)
- دبليو ماكس تشامبرز (1949-1960)
- غارلاند غودفري (1960-1975)
- بيل ج. ليلارد (1975-1992)
- جورج نيغ (1992-1997)
- و. روجر ويب (1997 - 30 يونيو 2011)[13]
- دون بيتز (1 أغسطس 2011 - 30 يونيو 2019)
- باتي نيوهولد رافيكومار (1 يوليو 2019 حتى الآن)

## أكاديميون

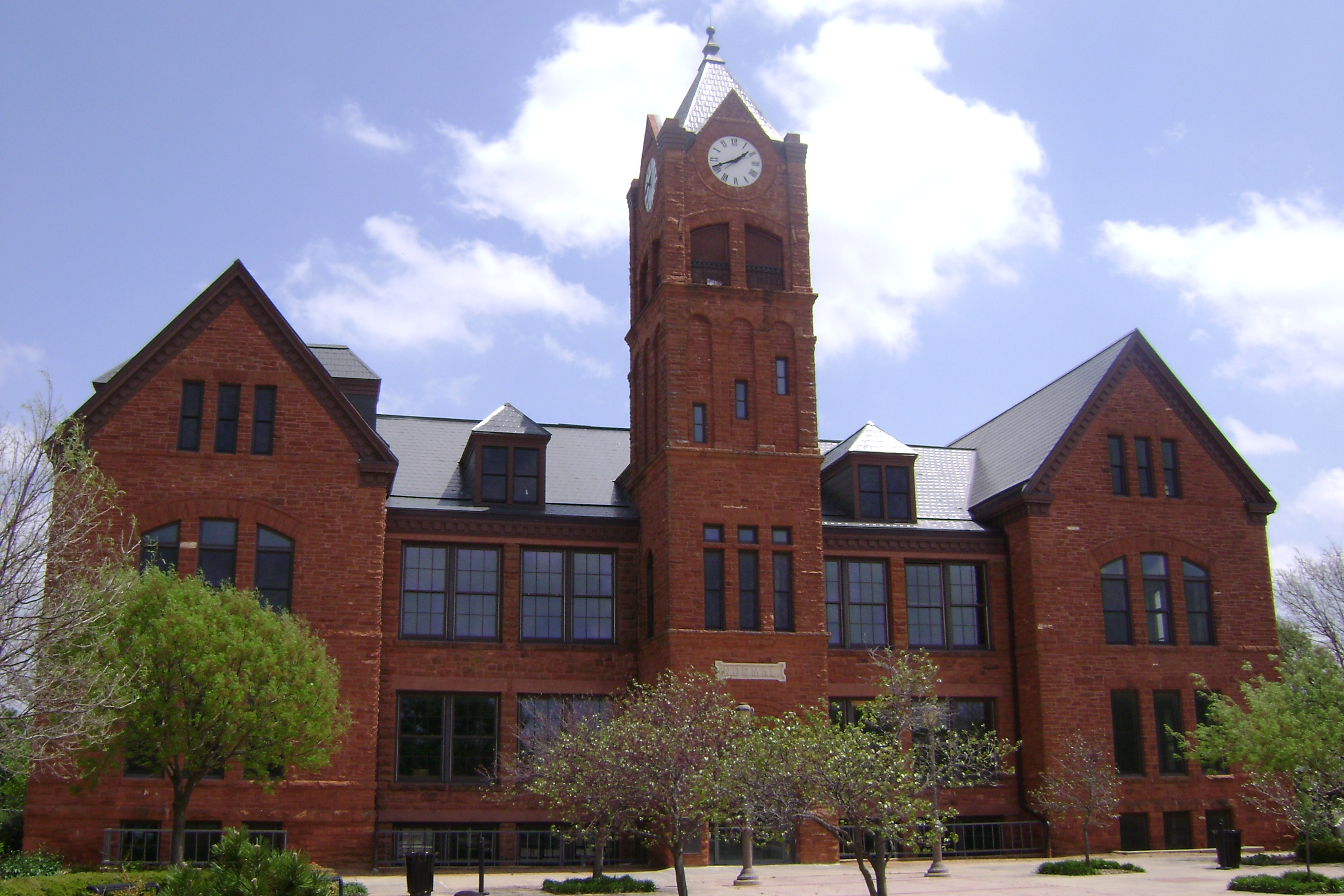
الشمال القديم في عام 2008

تعد مدرسة جامعة سنترال أوكلاهوما للموسيقى قسم موسيقى الجاز هي الأكبر في الولاية وواحدة من أكبر المدارس في المنطقة.

### المدارس والكليات
تتكون جامعة وسط أوكلاهوما من ثماني مدارس وكليات:
- كلية الفنون الجميلة والتصميم
  - أكاديمية الموسيقى المعاصرة
  - مدرسة التصميم
  - مدرسة الموسيقى
  - قسم الفنون
  - قسم فنون المسرح
  - قسم الرقص
  - كلية إدارة الأعمال
  - قسم المحاسبة
  - قسم الاقتصاد
  - دائرة المالية
  - قسم نظم المعلومات وإدارة العمليات
  - إدارة الشؤون الإدارية
  - قسم التسويق
  - إدارة الجولف الاحترافية
- كلية الآداب
  - مدرسة العدالة الجنائية
  - قسم اللغة الإنجليزية
  - قسم التاريخ والجغرافيا
  - قسم العلوم الإنسانية والفلسفة
  - قسم الاتصال الجماهيري
  - قسم اللغات الحديثة
  - قسم العلوم السياسية
  - قسم علم الاجتماع وعلم الشيخوخة ودراسات تعاطي المخدرات
- كلية التربية والدراسات المهنية
  - دونا ناي قسم الخدمات المهنية والخاصة المتقدمة
  - قسم المناهج وطرق التدريس
  - قسم علوم البيئة البشرية.
  - قسم علم الحركة ومربط الصحة.
  - قسم علم النفس
  - قسم العلوم التربوية والأصول والبحوث
  - قسم تعليم الكبار وعلوم السلامة
- كلية الرياضيات والعلوم
  - قسم علم الأحياء
  - قسم الكيمياء
  - قسم علوم الحاسوب
  - قسم خدمات الجنازة
  - قسم الرياضيات والإحصاء
  - قسم التمريض
  - قسم الهندسة والفيزياء
  - معهد علوم الطب الشرعي
  - كلية جاكسون للدراسات العليا

## يوكو جاز لاب
يعد جامعة وسط أوكلاهوما جاز لاب موطنًا لقسم دراسات الجاز الشهير في كلية الموسيقى بجامعة أوكلاهوما المركزية. بدأ برنامج الجاز في عام 1974 من قبل الدكتور كينت كيدويل. منذ عام 1974، تطور برنامج الجاز إلى ما هو عليه اليوم. تضم هيئة التدريس الحالية لموسيقى الجاز لي روكر (أستاذ فخري)، وبريان جوريل، رئيس قسم دراسات الجاز، ومدير فرقة الجاز الأولى. يقوم السيد جوريل أيضًا بتدريس الساكسفون التطبيقي وتطبيق بيانو الجاز وهو مستشار خريج موسيقى الجاز. جيف كيدويل هو مدير فرقة الجاز الثانية ويقوم بتدريس الترومبون التطبيقي. من بين أعضاء هيئة التدريس الآخرين كلينت رور، والدكتور رايان شارب، والدكتور مايكل جيب، والدكتور ديفيد هاردمان وزاكاري لي.
يقع مختبر جامعة وسط أوكلاهوما الجاز في زاوية شارع الخامس وليتلر في ادموند، أوكلاهوما. تم بناء معمل الجاز في عام 2001. تم بناؤه مع مسرح وفصول دراسية وبيتزا هايدواي وجاز لاب أستديو التسجيل. يستخدم الطلاب مختبر الجاز بشكل يومي. يقدم قسم دراسات موسيقى الجاز في جامعة كاليفورنيا في لوس أنجلوس العديد من فرق الأداء التي تشمل: 
- فرق الجاز الأول والثاني والثالث والرابع
- كومبو الجامعية
- مجموعات الخريجين
- فرقة الجاز اللاتينية
- فرقة جيتار الجاز 1 و 2

تقدم مدرسة الموسيقى حاليًا طالبًا جامعيًا ثانويًا في دراسات الجاز وماجستير الموسيقى في دراسات الجاز مع تخصصات إما في الأداء أو الإنتاج الموسيقي التجاري. يستضيف مختبر جامعة وسط أوكلاهوما الجاز أيضًا ورشة العمل السنوية لتكنولوجيا التسجيل وورشة عمل تقنيات الجيتار السنوية خلال فصل الصيف. حصلت فرق جامعة وسط أوكلاهوما الجاز على العديد من الجوائز. في عام 2008، قامت فرقة جامعة وسط أوكلاهوما فرقة الجاز 1 بإحياء جائزة «فرقة الجاز الجامعية المتميزة» في مهرجان جامعة شمال تكساس لعامي 2006 و 2008.  في عام 1983، احتلت فرقة ديكسي لاند التابعة لـ جامعة وسط أوكلاهوما المرتبة الأولى على مستوى الدولة  وفي عام 1975، حصلت فرقة جامعة وسط أوكلاهوما الجاز فرقة 1 على أعلى مرتبة الشرف في مهرجان ويتشيتا الجاز ومنذ ذلك الحين، شاركت جميع فرق جامعة وسط أوكلاهوما الجاز فرق في هذا الحدث.
منذ افتتاحه، فاز جاز لاب بـ «أفضل مكان للموسيقى الحية» عدة مرات في استطلاع أو إدموند الحياة والترفيه القارئ تشويسكلاوما الجريدة 'أفضل من السنوي، وفاز مرارًا وتكرارًا بجائزة أفضل مكان للموسيقى الحية في أوكلاهوما الجريدة 'ق أفضل من استطلاع قراء أوكلاهوما سيتي (أوكلاهوما). يضم جاز لاب العديد من الفنانين المشهورين بما في ذلك:
- وينتون مارساليس
- كيني جاريت
- جورج وينستون
- كريس بوتي
- كيني فيرنر
- كريستوفر كروس
- سفراء الجاز في جيش الولايات المتحدة
- ديفيد جيبسون
- آن هامبتون كالاواي
- ستيف تيريل
- ميغيل زينون
- ديان شور
- بات ميثيني
- لين سيتون
- جين مونهيت
- جون بيزاريلي
- بوز سكاجز
- بيتر كراوس
- ماينارد فيرجسون
- ليون راسل
- فيل وودز
- كتكوت كوريا
- تيرني ساتون

بالإضافة إلى عرض بعض أكبر الأسماء في موسيقى الجاز، يضم جامعة وسط أوكلاهوما جاز لاب موسيقيين محليين وإقليميين من مختلف الأنواع كل يوم خميس وجمعة وسبت ليالي.

## وسائل الإعلام الطلابية يو سنترال
يو سنترال هي شبكة إعلامية للطلاب في جامعة وسط أوكلاهوما، تتميز بوسائل الإعلام التقليدية (التلفزيون والراديو والصحف) والوسائط الجديدة (الويب، والبث على الإنترنت، والشبكات الاجتماعية) التي أنشأها طلاب متخصصون في وسائل الإعلام المهنية.
برامج يو سنترال التلفزيونية متاحة عبر الإنترنت على يو سنترال وفي مدينة إدموند، أوكلاهوما على قناة كوكس كيبل الرقمية 125.
يتم توزيع جريدة فيزتا، التي تأسست عام 1903، مجانًا في حرم جامعة جامعة وسط أوكلاهوما والمواقع المخصصة خارج الحرم الجامعي ومتاحة أيضًا عبر الإنترنت على يو سنترال.
مُنحت محطة راديو الطلاب، راديو يو سنترال Rad1o 99.3 تعديل التردد، ترخيص LPFM من قبل لجنة الاتصالات الفيدرالية (FCC) في 24 سبتمبر 2015. خطابات الاتصال الرسمية للمحطة هي KZUC-LP.

## حرم الجامعة

### المباني الأكاديمية
- مبنى الفن والتصميم
- مكتبة ماكس تشامبرز
- مبنى الاتصالات
- مركز التعلم التحويلي
- مبنى التعليم
- إيفانز هول
- مبنى الصحة والتربية البدنية
- مبنى الرياضيات وعلوم الكمبيوتر
- مبنى كوينر للعلوم الصحية
- مبنى علوم البيئة البشرية
- هويل هول
- ملحق المختبر
- مبنى الشمال للفنون الليبرالية
- مبنى ليبرال آرتس الجنوبي
- مسرح ميتشل هول
- أعمال البناء
- مبنى الموسيقى
- قاعة تاتشر
- قاعة وانتلاند [19]

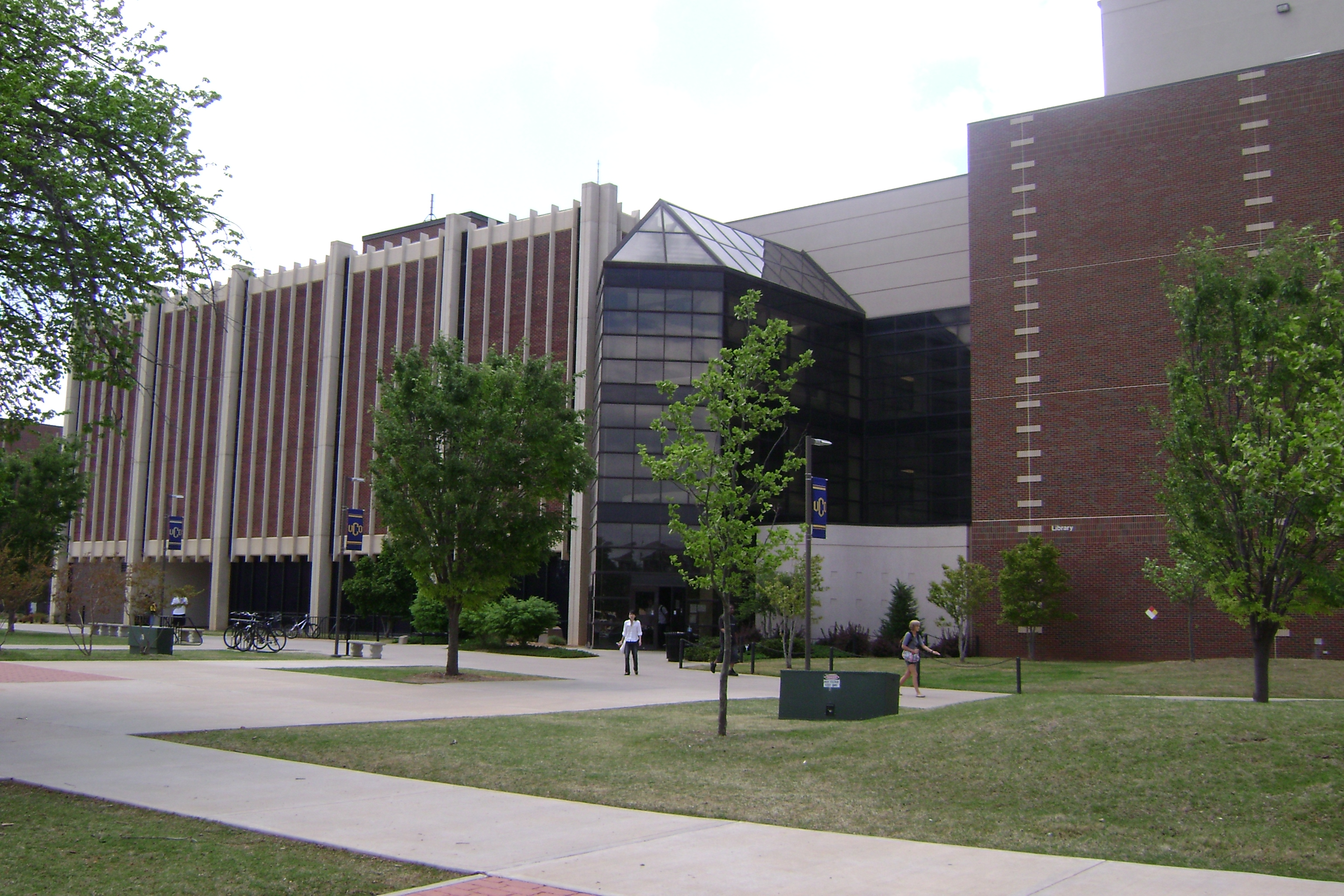
مكتبة ماكس تشامبرز

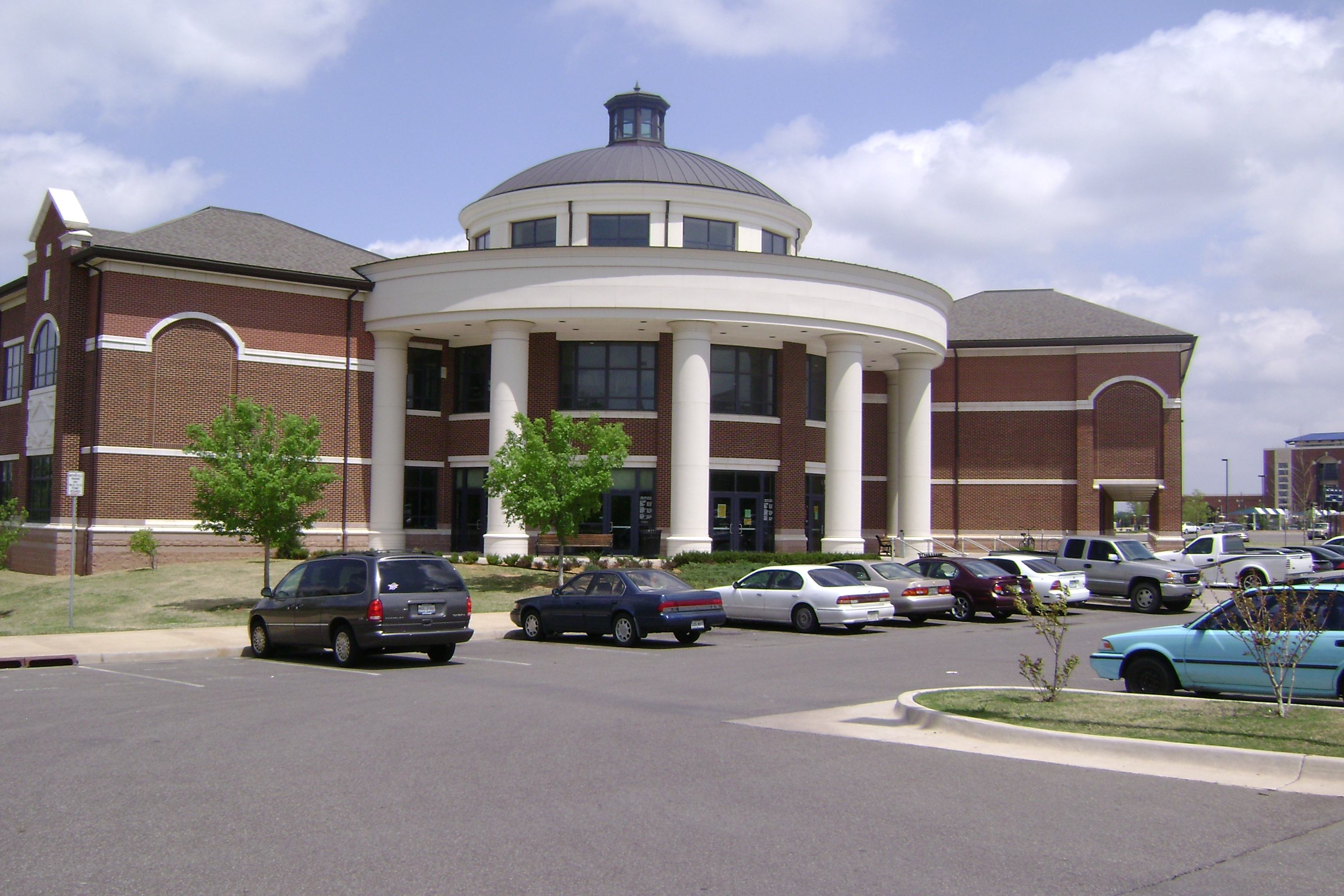
مركز العافية جامعة وسط أوكلاهوما

- معهد دبليو روجر ويب لعلوم الطب الشرعي
- الشمال القديم

### مباني الحرم الجامعي الأخرى
- ملعب تشاد ريتشيسون
- مبنى ليلارد الإداري
- مكان بوشر
- مركز جامعة قريب
- مكتب الإسكان
- الحبال بالطبع
- نادي جامعة كومنز
- قسم السلامة العامة
- دار الجامعة
- هاملتون فيلد هاوس
- المحطة المركزية
- مركز العافية
- نبتة فيزيائية
- مصلى سونغ

### عمارات سكنية
جامعة وسط أوكلاهوما لديها خمس قاعات إقامة في الحرم الجامعي.
- قاعة مردو - قاعة إقامة مشتركة على الطراز التقليدي؛ يضم ما يصل إلى 290 طالبًا.
- القاعة الغربية - قاعة إقامة مختلطة على الطراز التقليدي؛ يمكن أن تستوعب ما يصل إلى 452 طالبًا.
- الأجنحة الجامعية - قاعة إقامة مشتركة على طراز الأجنحة؛ يضم ما يصل إلى 302 طالبًا ويحتوي على معمل كمبيوتر ومنشأة لتناول الطعام.
- شقق كلية العموم - تتكون من العديد من المباني السكنية، والتي تشمل شققًا من غرفتي نوم وأربع غرف نوم. العموم كلوبهاوس هو 3,000 قدم مربع (280 م2) مبنى مجتمع به صالة تلفزيون ومختبر كمبيوتر وغرفة ترفيه.
- التعلم التحويلي رباعي الزوايا أو «ذا كواد» - قاعة إقامة مختلطة على طراز البودات؛ يضم ما يصل إلى 440 طالبًا ويحتوي على العديد من الفصول الدراسية ومطعمًا وغرفة لياقة بدنية وغرفة غسيل.

### مباني خارج الحرم الجامعي
- يوكو جاز لاب
- مركز الترفيه والمغامرة في الهواء الطلق (بحيرة أركاديا)
- مركز تطوير الأعمال الصغيرة (وسط مدينة أوكلاهوما سيتي (أوكلاهوما)
- أكاديمية الموسيقى المعاصرة (بريكتاون)
- مختبر سلمان ليفينج (فريدوم، أوكلاهوما)
- سنترال بوتهاوس (أوكلاهوما ريفر أوكلاهوما سيتي (أوكلاهوما)
- يوكو داون تاون (وسط مدينة أوكلاهوما سيتي (أوكلاهوما)

## ألعاب القوى
تشارك جامعة وسط أوكلاهوما في ألعاب القوى بين الكليات في الرابطة الوطنية لرياضة الجامعات على مستوى القسم الثاني وهي عضو في رابطة ألعاب القوى بين الكليات في أمريكا الوسطى (M1AA). انضمت الجامعة إلى رابطة ألعاب القوى بين الكليات في أمريكا الوسطى في عام 2012؛ قبل الانضمام إلى المؤتمر، كانت جامعة وسط أوكلاهوما عضوًا في مؤتمر لون ستار وكانت أكبر مدرسة في المؤتمر. في عام 2010، تقدمت بطلب للانضمام إلى رابطة ألعاب القوى بين الكليات في أمريكا الوسطى. في 30 يوليو 2010، وافق المؤتمر على طلبه للانضمام إلى المؤتمر ابتداءً من العام الدراسي 2012-2013. يطلق على كل من فرق الرجال والسيدات لقب برونوشوس. تتنافس يوكو حاليا في لعبة البيسبول، والرجال والنساء لكرة السلة، المرأة عبر البلاد وسباقات المضمار والميدان، كرة القدم، والرجال والنساء الغولف نسائية لكرة القدم، الكرة اللينة، المرأة التنس، الكرة الطائرة، المصارعة، والمرأة التجديف. حقق فريق التجديف النسائي نجاحًا كبيرًا في السنوات القليلة الماضية، حيث فاز ببطولة الرابطة الوطنية لرياضة الجامعات D11 للتجديف (2018-2019).

## الحياة اليونانية
جامعة وسط أوكلاهوما هي موطن لـ 28 منظمة يونانية.

## روابط خارجية
- جامعة وسط أوكلاهوما على موقع الموسوعة البريطانية (الإنجليزية)